# 瀧井傳一
瀧井 傳一（たきい でんいち、1948年10月9日 - ）は、日本の経営者。タキイ種苗社長を務めた。京都府京都市出身。

## 来歴・人物
1971年に玉川大学農学部を卒業し、同年にタキイ種苗に入社した。1980年に取締役に就任し、1982年に副社長を経て、1991年7月に社長に就任。2023年に会長に就任。2008年5月には日本種苗協会会長に就任。
2019年11月に旭日小綬章を受章。

## テレビ出演
- 日経スペシャル カンブリア宮殿 創業176年の教え "一粒万倍"経営 ～良いタネを売れば会社は発展するが 一粒でも悪い物を売れば 会社は潰れる～（2011年10月27日、テレビ東京）[5]